# Thallarcha pellax
Espèce
Thallarcha pellax est une espèce de lépidoptères (papillons) de la famille des Erebidae et de la sous-famille des Arctiinae. Elle est endémique d'Australie.